# Miss Pernambuco 2014
Miss Pernambuco 2014 foi a 59ª edição do concurso que escolhe a melhor candidata pernambucana para representar seu estado e sua cultura no Miss Brasil. Este ano o concurso teve a participação de vinte e dois municípios e suas respectivas candidatas ao título. A noite final da competição não foi televisionada, o evento foi gravado e transmitido dias depois por video tape pela TV Tribuna, afiliada da Rede Bandeirantes na região.
A apresentação da noite contou com Rhaldney Santos e Júlia de Castro, com os comentários de Marcos Salles e Wilma Gomes. Helena Rios, a Miss Pernambuco 2013 e semifinalista no Miss Brasil do mesmo ano coroou sua sucessora ao título no final do evento com a ajuda da Miss Brasil 2013, Jakelyne Oliveira. O evento ocorreu inicialmente na cidade de Recife e seguiu para a estância balneária de Ipojuca.

## Agenda
Durante alguns dias que antecedem a final, as aspirantes ao título participam de alguns passeios na cidade-sede:
- 27/05: 
  - Concentração das candidatas no Enotel Porto de Galinhas.
  - Reunião dos coordenadores com as candidatas.
  - Seção de fotos oficiais.
  - Palestra com o consultor de moda Marcos Salles.
  - Show temático da Brodway no teatro do hotel.
- 28/05:
  - Filmagens nas piscinas naturais de Porto de Galinhas.
  - Jantar no restaurante Papoula.
- 29/05:
  - Gravação com aula de aeróbica.
  - Aulas de postura e passarela com o diretor de cena Romildo Alves.
  - Jantar temático em homenagem ao diretor Romildo Alves.
  - Show musical "Danças do Mundo" no teatro do Hotel.
- 30/05:
  - Aulas com o preparado do Miss Brasil, Evandro Hazzy.
  - Avaliação das candidatas "presentation show" com um juri técnico da Band.
  - Jantar no restaurante "Búzios" para a escolha da Miss Simpatia.
  - Primeiro ensaio geral no local do concurso.
- 31/05:
  - Segundo ensaio geral no local do concurso.
  - Início da produção de maquiagem e cabelo.
  - Início e momento de coroação da nova Miss Pernambuco.

## Resultados
| Posição                 | Município e Candidata |
| Miss Pernambuco         | - Recife - Rhayanne Nery |
| 2º. Lugar               | - Garanhuns - Samara Rocha |
| 3º. Lugar               | - Serra Talhada - Malena Lopes |
| 4º. Lugar               | - Palmares - Stonyanne Gomes |
| 5º. Lugar               | - Jaboatão dos Guararapes - Jéssica Souza |
| (TOP 10) Semifinalistas | - Bezerros - Joyce Torres - Caruaru - Thays Lucena - Olinda - Stephanie Caroline - Porto de Galinhas - Poliana Alencar - Santa Cruz do Capibaribe - Dayane Lima |

### Premiações Especiais
- O concurso irá distribuir os seguintes prêmios especiais:

| Posição             | Município e Candidata      |
| Miss Simpatia       | - Garanhuns - Samara Rocha |
| Melhor Traje Típico | - Garanhuns - Samara Rocha |

### Ordem dos Anúncios
| 1. Palmares 2. Recife 3. Porto de Galinhas 4. Bezerros 5. Caruaru 6. Olinda 7. Serra Talhada 8. Santa Cruz do Capibaribe 9. Garanhuns 10. Jaboatão dos Guararapes | 1. Recife 2. Serra Talhada 3. Palmares 4. Jaboatão dos Guararapes 5. Garanhuns |  |

## Programação Musical
- Desfile de Traje Típico: Leão do Norte por Lenine.
- Desfile de Maio: É Uma Partida de Futebol por Skank.
- Desfile de Traje de Gala: Instrumental.
- Desfile de Biquini: The Girl from Ipanema por Tom Jobim.

## Jurados
A final televisionada do concurso foi composta pelos seguintes jurados:
1. Eduardo Salazar, empresário;
2. Cátia Gomes, empresária da Vitor Hugo;
3. Drº. João Wilton, cirurgião plástico;
4. Severino Mendonça, empresário;
5. Gabriela Fagliari, diretora de projetos da Enter;
6. Almir Cardoso, diretor de eventos do Enotel Porto de Galinhas;
7. Jakelyne Oliveira, Miss Brasil 2013;
8. Wang Han Shian, cônsul da China em Pernambuco;
9. Diego Jatobá, empresário;
10. Romilda Monteiro, diretora comercial da TV Tribuna;
11. Denise Nogueira, empresária;
12. Fernanda Muniz, diretora de marketing da Yes Cosmetics;
13. Ana Corina, colunista de gastronomia do programa Vitrine;
14. Gibson Correa, cabeleireiro;
15. Dani Cabídia, blogueira;
16. Tarcísio Regueira, radialista.

## Candidatas
Listadas abaixo estão as candidatas que disputarão o concurso estadual:
| - Afogados da Ingazeira - Luzyjane de Brito - Barreiros - Renata Santana - Bezerros - Joyce Torres - Brejo da Madre de Deus - Eduarda Costa - Carpina - Camila Soares - Caruaru - Thays Lucena - Custódia - Regina Bezerra - Garanhuns - Samara Rocha - Gravatá - Poliana Granja - Jaboatão dos Guararapes - Jéssica Souza - João Alfredo - Taciane Portela | - Olinda - Stephanie Caroline - Palmares - Stonyanne Gomes - Paulista - Jackeline Barros - Porto de Galinhas - Poliana Alencar - Recife - Rhayanne Nery - Ribeirão - Mirelly Cavalcanti - Santa Cruz do Capibaribe - Dayane Lima - Serra Talhada - Malena Lopes - Surubim - Jarina Mirelly - Tabira - Cinthia Gomes - Vertentes - Gabrielly Bezerra |

Troca
- Paulista - Ianne Costa de participar da competição, entra em seu lugar Jackeline Barros.

Desistência
- Moreno - Steffany Viana